# Сен-Сюльпис-ле-Дюнуа
Сен-Сюльпи́с-ле-Дюнуа́ (фр. Saint-Sulpice-le-Dunois) — коммуна во Франции, находится в регионе Лимузен. Департамент коммуны — Крёз. Входит в состав кантона Дён-ле-Палестель. Округ коммуны — Гере.
Код INSEE коммуны — 23244.

## Население
Население коммуны на 2010 год составляло 648 человек.
| 1962 | 1968 | 1975 | 1982 | 1990 | 1999 | 2010 |
| ---- | ---- | ---- | ---- | ---- | ---- | ---- |
| 965  | 913  | 795  | 750  | 698  | 636  | 648  |

## Экономика
В 2010 году среди 356 человек трудоспособного возраста (15—64 лет) 250 были экономически активными, 106 — неактивными (показатель активности — 70,2 %, в 1999 году было 65,7 %). Из 250 активных жителей работали 227 человек (123 мужчины и 104 женщины), безработных было 23 (12 мужчин и 11 женщин). Среди 106 неактивных 19 человек были учениками или студентами, 57 — пенсионерами, 30 были неактивными по другим причинам.